# Conrado Pérez
Conrado Pérez Armenteros (Villa Clara, 21 de dezembro de 1950) é um ex-basquetebolista cubano que integrou a Seleção Cubana que conquistou a Medalha de Bronze disputada nos XX Jogos Olímpicos de Verão realizados em Munique em 1972.